# Ненсі Дрю: Море Темряви
Море темряви — це 32 гра із серії пригодницьких ігор про Ненсі Дрю від Her Interactive. Гравці повинні від першої особи розгадати таємницю, допитуючи підозрюваних, розгадуючи головоломки та знаходячи підказки. Є два рівні ігрового процесу: «молодший детектив» та «старший детектив», кожен із яких пропонує різний рівень складності головоломок і підказок, однак жодна з цих змін не впливає на фактичний сюжет гри. 
Це остання гра, у якій використовується власний ігровий движок Her Interactive. Наступна гра, Midnight in Salem, використовує Unity.

## Сюжет
Ненсі Дрю прибуває в Ісландію, де із відновленного корабля Heerlijkheid загадково зник капітан. Гравцю належить дізнатись, чи капітан Магнус втік із легендарним скарбом чи він втонув, коли зник із палуби? Станьте на місце детектива Ненсі Дрю і візьміть курс на Море Темряви! 

## Розробка

### Персонажі
- Ненсі Дрю — 18-річна детектив-любитель із вигаданого містечка Рівер-Хайтс у Сполучених Штатах. Вона єдиний ігровий персонаж і гравець повинен розгадати таємницю з її точки зору.
- Магнус Кільянссон — капітан, який працював над реставрацією Херлійкхейда. Він мав безпечно направити корабель у міський порт, щоб розпочати Свято предків, але корабель врізався в причал, і Магнуса ніде не було. Чи можливо, що Магнус знайшов скарб і покинув корабель? Або щось набагато більш зловісне стало причиною його таємничого зникнення?
- Даґні Сілва — як відома мисливиця за скарбами та керівник реставрації корабля, Даґні розлючена на свого ділового партнера Магнуса за зникнення. Вона підозрює, що він пішов шукати золото, знайшов його та втік, залишивши її прибирати безлад. Даґні наймає Ненсі, щоб вистежити Магнуса та притягнути його до відповідальності. Але чи могла Даґні знати щось, про що вона не повідомляє?
- Елізабет Грімурсдоттір — народжена і вихована місцева жителька, Елізабет допомагає проводити Фестиваль предків і контролює доступ до Херлійкхейда. Чи міг недавній розрив з Магнусом надихнути її на помсту?
- Гуннар Тонніссон — сварливий старий моряк, який сумує за «старими часами». Гуннар не соромиться висловлювати свої занепокоєння щодо того, як організовується фестиваль. Він не дбає про пошуки скарбів і стверджує, що традиції та історія міста є тим, що справді має значення. Чи міг Гуннар мати прихований план, щоб зірвати фестиваль?
- Сорен Бергурссон – виріс за десять миль від Скіпброта, тож його вважають чужинцем, і городяни ставляться до нього не дуже добре. Гарна освіта та знання всього, що стосується Ісландії, допомагають йому керувати Культурним центром і стимулюють його захоплення місцевими артефактами. Він стверджує, що втомився слухати всі розмови про скарб, але чи міг він таємно планувати знайти скарб сам?
- Нед Нікерсон — хлопець Ненсі, який, як виявилося, святкує їх з Ненсі річницю й часто дзвонить протягом гри. Нед завжди готовий надати Ненсі будь-яку підтримку чи допомогу, яка їй може знадобитися.
- Алекс Лінь Транг — Алекс працює в диспетчерській вежі начальника порту Рейк'явіка. Вона та Магнус спілкуються по радіо щоразу, коли він на борту Heerlijkheid. Чи могла вона знати про зникнення Магнуса в день аварії корабля?

## Реліз
Гра вийшла 19 травня 2015 року, хоча попередні замовлення почалися 14 квітня 2015 року.